# اسید اگزالیل‌دی‌آمینوپروپیونیک
اسید اگزالیل‌دی‌آمینوپروپیونیک (به انگلیسی: Oxalyldiaminopropionic acid) یک ترکیب شیمیایی با شناسه پاب‌کم ۴۴۰۲۵۹ است. 